# 蓬德沃
蓬德沃（法語：Pont-de-Vaux，法語發音：[pɔ̃ də vo]）是法国安省的一个市镇，位于该省西北部，属于布雷斯地区布尔格区。

## 地理
蓬德沃（46°25'55"N, 4°56'17"E）面积7.54 平方千米，位于法国奥弗涅-罗讷-阿尔卑斯大区安省，该省份为法国东部省份，北起汝拉省，西北接索恩-卢瓦尔省，西接罗讷省和里昂大都会，南至伊泽尔省，东与萨瓦省、上萨瓦省和瑞士接壤。
与蓬德沃接壤的市镇（或旧市镇、城区）包括：戈尔沃、雷苏兹、圣贝尼涅、蒙贝莱、弗勒维尔。

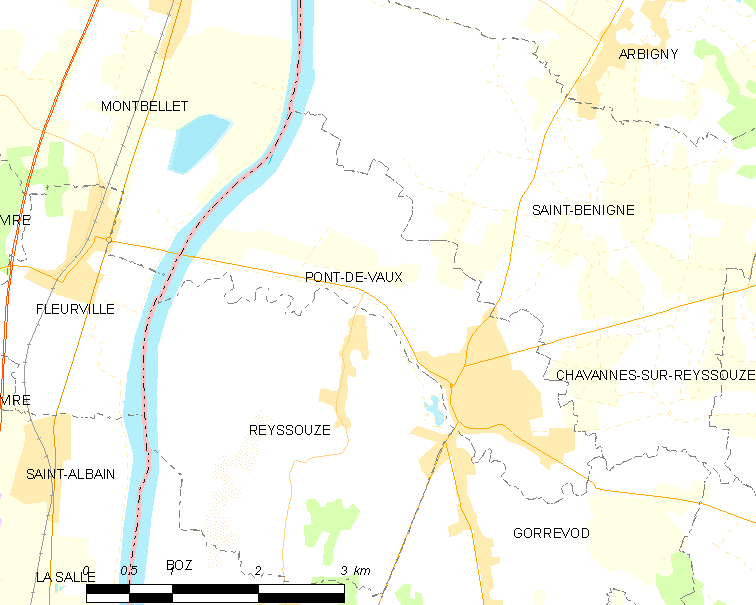
蓬德沃的OSM定位图

蓬德沃的时区为UTC+01:00、UTC+02:00（夏令时）。

## 行政
蓬德沃的邮政编码为01190，INSEE市镇编码为01305。

## 政治
蓬德沃所属的省级选区为勒普隆日县。

## 人口

1962-2008年间蓬德沃人口变化图示

蓬德沃于2022年1月1日时的人口数量为2184人。